# Krøderen

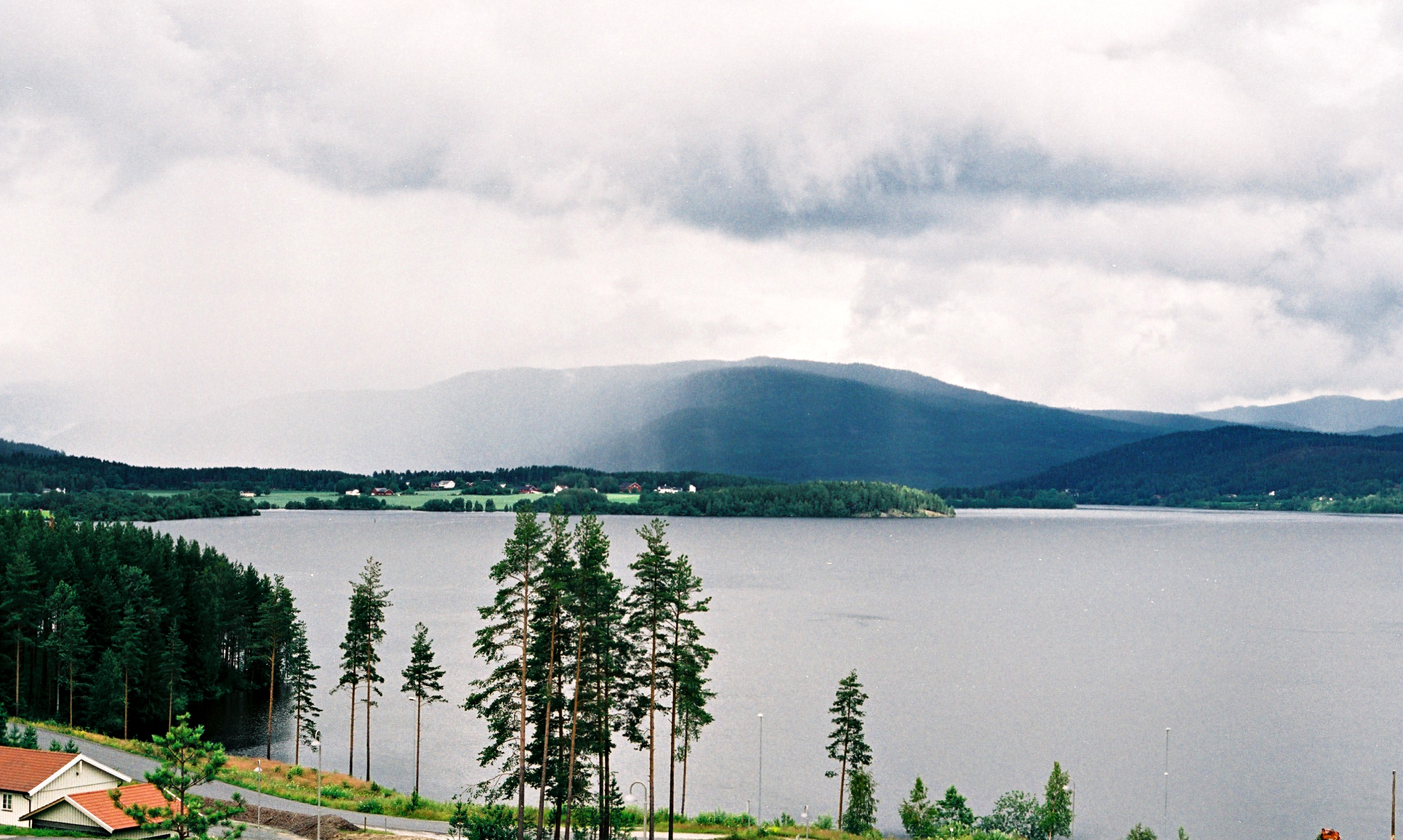
Krøderen sett från tätorten med samma namn.

Krøderen (eller Krøderfjorden) är en norsk insjö. Den sträcker sig cirka 41 kilometer norrut från tätorten Krøderen i Krødsherads kommun och slutar i Gulsvik i Flå kommun. Den viktigaste vattentillförseln kommer från Hallingdalselva i norr och den rinner ut via Snarumselva i sydändan av sjön.
Vid tätorten Noresund är det bro över sjön.